# Phil Galfond
Philip „Phil“ Galfond (* 16. Januar 1985 in North Potomac, Maryland) ist ein professioneller US-amerikanischer Pokerspieler. Er ist dreifacher Braceletgewinner der World Series of Poker und wurde 2019 als einer der 50 besten Spieler der Pokergeschichte genannt.

## Persönliches
Galfond besuchte die Thomas Sprigg Wootton High School in Rockville und studierte später Philosophie an der University of Wisconsin–Madison. Galfond ist seit 2015 mit der Schauspielerin Farah Fath verheiratet und lebt mit ihr in New York City. Ende des Jahres 2018 wurde das Paar Eltern eines Sohnes.

## Pokerkarriere

### Werdegang
Galfond spielt online unter den Nicknames OMGClayAiken (Full Tilt Poker), MrSweets28 (PokerStars) und Jman28 (2+2). Bei Full Tilt war er mit Gewinnen von über 6,5 Millionen US-Dollar aus rund 650.000 Händen in Cash Games der fünfterfolgreichste Spieler aller Zeiten.
Seine erste Geldplatzierung bei einem Live-Turnier erzielte Galfond im Januar 2006 beim Circuit der World Series of Poker (WSOP) in Robinsonville im US-Bundesstaat Mississippi. Im Juli 2006 war er erstmals bei der WSOP-Hauptturnierserie im Rio All-Suite Hotel and Casino am Las Vegas Strip erfolgreich und kam zweimal ins Geld. Bei der WSOP 2008 siegte er bei einem Turnier in der Variante Pot Limit Omaha und erhielt dafür ein Bracelet sowie mehr als 800.000 US-Dollar Preisgeld. Zwei Jahre später belegte der Amerikaner im WSOP-Main-Event den 141. Platz von 7319 Spielern. 2013 wurde er bei einem 25.000 US-Dollar teuren WSOP-Event hinter Steve Sung Zweiter für knapp 750.000 US-Dollar. Mitte Juni 2015 sicherte sich Galfond mit dem Sieg bei der Weltmeisterschaft in No-Limit 2-7 Draw Lowball sein zweites Bracelet sowie rund 225.000 US-Dollar Siegprämie. Bei der WSOP 2018 gewann er die Pot-Limit Omaha Hi-Lo 8 or Better Championship und erhielt sein drittes Bracelet sowie ein Preisgeld von knapp 570.000 US-Dollar. Im Rahmen der 50. Austragung der World Series of Poker wurde der Amerikaner im Juni 2019 als einer der 50 besten Spieler der Pokergeschichte genannt.
Insgesamt hat sich Galfond mit Poker bei Live-Turnieren knapp 3 Millionen US-Dollar erspielt. Er trat in der vierten, sechsten und siebten Staffel des Fernsehformats High Stakes Poker auf. Von April bis November 2016 spielte Galfond als Teil von San Francisco Rush in der Global Poker League und kam mit seinem Team bis in die Playoffs.

### Braceletübersicht
Galfond kam bei der WSOP 28-mal ins Geld und gewann drei Bracelets:
| Jahr | Buy-in (in $) | Turnier                                        | Teilnehmer | Preisgeld (in $) |
| ---- | ------------- | ---------------------------------------------- | ---------- | ---------------- |
| 2008 | 05.000        | Pot-Limit Omaha (mit Rebuys)                   | 152        | 817.781          |
| 2015 | 10.000        | No-Limit 2-7 Draw Lowball Championship         | 077        | 224.383          |
| 2018 | 10.000        | Pot-Limit Omaha Hi-Lo 8 or Better Championship | 237        | 567.788          |